# Ota, Corse-du-Sud
Ota je naselje in občina v francoskem departmaju Corse-du-Sud regije - otoka Korzika. Leta 1999 je naselje imelo 452 prebivalcev.

## Geografija
Kraj leži v zahodnem delu otoka Korzike nad zalivom Porto, 81 km severno od središča Ajaccia.

## Uprava
Občina Ota skupaj s sosednjimi občinami Cargèse, Cristinacce, Évisa, Marignana, Osani, Partinello, Piana in Serriera  sestavlja kanton Deux-Sevi s sedežem v Piani. Kanton je sestavni del okrožja Ajaccio.

## Zanimivosti
- Na ozemlju občine se nahaja zaselek Porto, pa katerem je poimenovan zaliv; slednji je pod nazivom Golfe de Porto: calanche de Piana, golfe de Girolata, réserve de Scandola od leta 1983 na UNESCOvem seznamu svetovne naravne dediščine.

- Iz naselja Ote je dostop do stare povezovalne poti skozi sotesko Spilonce, ki jo preko več mostov, zgrajenih v času Genovske republike, povezuje s sosednjo Éviso.